# Acanthonevra ceramensis
Acanthonevra ceramensis
 es una especie de insecto del género Acanthonevra de la familia Tephritidae del orden Diptera. 
Meijere la describió científicamente por primera vez en el año 1913.